# Nieuwe Compagniesterdiep-Noordeinde
De Nieuwe Compagniesterdiep-Noordeinde is een voormalig kanaalwaterschap in de provincie Groningen.
Het waterschap had het onderhoud van het noordelijke deel van het kanaal met dezelfde naam en de bijbehorende dijken als voornaamste taak. De gronden die belang hadden bij het bestaan van het kanaal moesten bijdragen in de kosten. Deze gronden waren gelegen binnen het waterschappen Kropswolde. Bovendien betaalden de onbemalen landen ten oosten van deze polders mee. De oostgrens van het schap lag bij het Kielsterdiep, de westgrens bij de N386. De gronden waren via wijken verbonden met het Nieuwe Compagniesterdiep, dat via een sluis uitkwam in het Kielsterdiep.
Op de bij de Geertsema behorende kaart staat wel het kanaal, maar niet het bijbehorende gebied ingetekend.
Waterstaatkundig gezien ligt het gebied sinds 2000 binnen dat van het waterschap Hunze en Aa's.